# Paralomanius brevipalpus
Paralomanius brevipalpus was een hooiwagen uit de familie Podoctidae. De originele naamcombinatie (protoniem) is Paralomanius brevipalpus Goodnight & Goodnight, 1948.  Het werd een junior subjectief synoniem van Paralomanius longipalpus Goodnight & Goodnight, 1948 in Goodnight & Goodnight 1957. Een naamrecombinatie in sommige online bronnen was Lomanius brevipalpus, maar blijkbaar niet overgenomen in taxonomische publicaties. Na 2023 de geldige combinatie is Paralomanius longipalpus Goodnight & Goodnight, 1948.